# Deklica s frnikulami
Deklica s frnikulami je slovenski kratki igrani dokumentarni film iz leta 1998.          
Karin Komljanec v filmu nastopa kot pripovedovalka in v vlogi mlade igralke Marjane, ki spoznava življenje filmske igralke Ite Rine, medtem ko obiskuje kraje njenega življenja in je zbrala raznovrstno gradivo. Občasno se vanjo tudi prelevi.
Frnikule iz naslova so bile v mladosti igralkino največje veselje.

## Produkcija
Producent je bil E-Motion film, soproducent pa RTV Slovenija.

## Kritike
Peter Kolšek je napisal, da je Furlan igrani del uporabil, ker je materiala o življenju Ire Rine malo, dokumentarec z inserti iz njenih filmom pa bi bil preveč banalen. Iskanje sledi o njej v Berlinu in Pragi, kjer jih ni več, se mu je zdelo zgrešeno, saj se ni ujemalo s pripovedjo. Zmotilo ga je, da dokumentarec dobro pojasnjuje njen fenomen, ne pove pa, kakšna ženska je bila. Pohvalil je nekatere igralske uprizoritve Ite Rine v različnih življenjskih trenutkih.

## Zasedba
- Karin Komljanec: pripovedovalka, igralka Marjana
- Nika Javornik: Ita Rina pri dveh letih
- Tjaša Udovič: Ita Rina pri desetih letih

## Ekipa
- fotografija: Sven Pepeonik
- glasba: Urban Koder
- montaža: Nikita Maja Lah
- scenografija: Pepi Sekulič
- kostumografija: Emil Cerar
- maska: Aljana Hajdinjak
- zvok: Damijan Kunej
- strokovna sodelavka: Lilijana Nedić